# Orbea cucullata
Orbea cucullata är en oleanderväxtart som först beskrevs av Plowes, och fick sitt nu gällande namn av Meve. Orbea cucullata ingår i släktet Orbea och familjen oleanderväxter. Inga underarter finns listade i Catalogue of Life.